# Pont-les-Moulins
Pont-les-Moulins é uma comuna francesa na região administrativa de Borgonha-Franco-Condado, no departamento de Doubs. Estende-se por uma área de 4,95 km². Em 2010 a comuna tinha 203 habitantes (densidade: 41 hab./km²).